# Grancy
Pour les articles homonymes, voir Grancy (homonymie).
Grancy est une commune suisse du canton de Vaud, située dans le district de Morges.

## Géographie
| Chavannes-le-Veyron | La Chaux | Senarclens |
| Pampigny            | Grancy   |            |
| Cottens             |          | Vullierens |

## Population

### Surnom
Les habitants de la commune sont surnommés les Éclaffe-Beuses,.

## Hydrographie

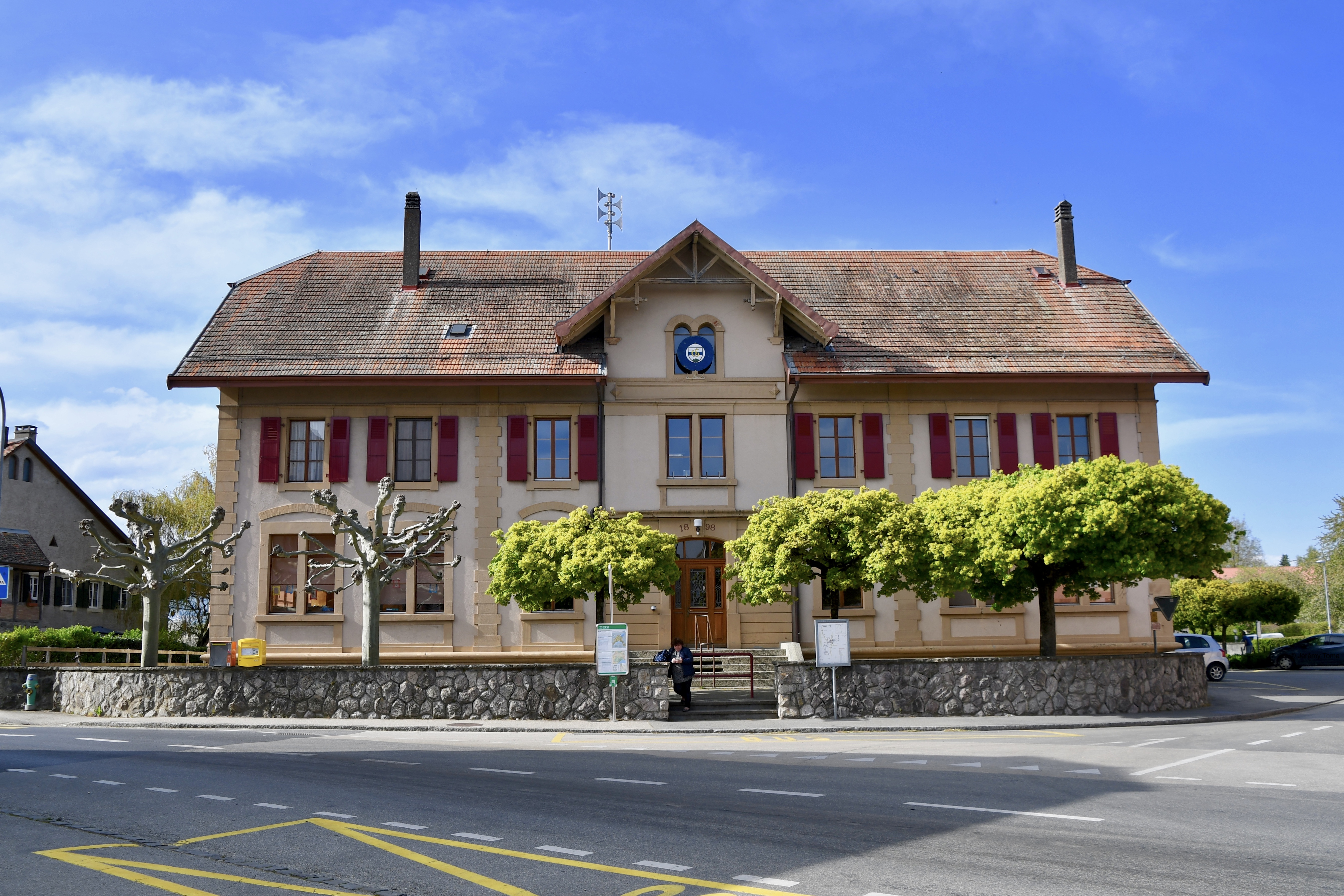
Le Collège.

Grancy est traversée par le Veyron et le Lemponex.

## Château de Grancy
Le château de Grancy est un bâtiment du XVIIIe siècle bâti à l'emplacement et avec les matériaux du château du Moyen Âge. Les communs sont anciens.
Le dernier seigneur de Grancy fut Auguste-Victor de Senarclens (1733-1807). Son fils César-Auguste de Senarclens (1763-1836) vendit en 1819 le domaine, représentant 100 hectares, au comte Louis de Pourtalès dont la fille Sophie épousa Abram Denis Alfred de Rougemont.
Le domaine passa à ses descendants qui en 1915 le vendirent à la veuve de leur fermier Louis Moinat. Les petits-fils de celui-ci, Philippe et Georges Moinat, vendirent en 1973 ce qui restait du domaine, soit le château, les communs immédiats, la cour, le jardin et les vergers à Marcel Wurlod, juge cantonal vaudois.
Dans la famille de Senarclens de Grancy, notons également Auguste (1794-1871). Intime de la grande-duchesse Wilhelmine de Hesse-Darmstadt, il passe pour être le père biologique des quatre plus jeunes enfants de celle-ci dont le prince Alexandre de Battenberg et la tsarine Maria Alexandrovna.